# Samuela De Nardi
Samuela De Nardi (Vittorio Veneto, 19 marzo 1984) è una pilota motociclistica italiana.

## Carriera
Inizia la "carriera" a 4 anni con una Malaguti 50 da minicross regalatale dai genitori.
Alla tenera età di 7 anni partecipa alla prima gara di minicross e da lì in poi una brillante carriera che la porterà alla classe 125 sempre nel motocross.
Nel 2000 arriva la svolta con il passaggio dal cross alla velocità iscrivendosi al Challenge Aprilia (ventesima nella generale e seconda tra le donne).
Nel 2001 è di nuovo tra le file del Challenge Aprilia (tredicesima generale e prima nella sezione femminile). Nel 2002 la troviamo tra le file del Trofeo Honda 125 GP ed anche del prestigioso Campionato Alpe Adria Cup in sella ad una Aprilia 125sp. In questa occasione la vediamo primeggiare nella classifica generale, diventando così la prima donna ad aver vinto questo campionato.
Nel 2003 con una moto artigianale non riesce a fare dei buoni risultati nel campionato italiano di velocità se escludiamo un paio di gare alle quali partecipa con la sua vecchia 125sp, riesce comunque a salire sul podio fissando il record (personale e di gara) sulla pista di Fiume facendo fermare i cronometri su 1'45.805. Nel 2004 sale su una Aprilia Tuono 1000 gestita direttamente dalla casa madre per partecipare al Campionato Italiano Motocicliste. Partecipa anche all'europeo Endurance (in team con Stefano Cordara arrivando 5ª su 17) sia ad una gara del mondiale Endurance formando, con Alessia Polita e Alice Betti il primo equipaggio tutto femminile.
Nel 2005 è pilota ufficiale Aprilia per il campionato Europeo Motocicliste salendo sul gradino più alto del podio grazie ad una Aprilia RSV Mille.
Inoltre il 31 luglio dello stesso anno corre un'altra gara del mondiale Endurance, la 8 ore di Suzuka, con la squadra organizzata dalla rivista Motociclismo (tramite il suo Test Team) ed Aprilia.
Il 2006 continua la collaborazione con Aprilia, ma la De Nardi non ottiene vittorie (ma segna il nuovo record sul circuito Grobnik di Fiume con un 1'34".338). In quest'anno però, la motociclista veneta ha anche partecipato (e vinto 2 prove) al campionato italiano di Formula Drive alla guida di una Renault Clio Williams. La stagione 2007 vede la centaura sempre con moto ufficiale Aprilia in sella ad una Aprilia RSV 1000.
Nel 2008 e 2009 corre nel trofeo monomarca riservato alle Yamaha R1. Sempre nel 2009 prende parte, in qualità di pilota wild card, al secondo Gran Premio del Mugello del CIV Superbike. In sella ad una Yamaha YZF-R1, chiude la gara al ventiduesimo posto.
Nel 2010 corre nel ParkingGO Triumph European Series con il ParkinGO Team, nella stessa squadra corre Rocco Anaclerio.

## Vita privata
Fidanzata con il pilota motociclistico Michele Conti.